# لابلان جيرفي
60°56′N 26°45′E / 60.933°N 26.750°E
لابلان جيرفي هي بحيرة متوسطة الحجم تقع في فنلندا في بلدية كوفولا في منطقة كومنلاكسو. وهي تنتمي إلى منطقة مستجمعات المياه الرئيسية كيميجوكي.